# Zdzisław Bobecki
Zdzisław Bobecki (ur. 28 lipca 1923 we Lwowie, zm. 17 stycznia 2020) – generał brygady Wojska Polskiego.

## Życiorys
Syn Władysława, przemysłowca i Adelajdy z Trojanowskich. W wieku 11 lat stracił rodziców. Podczas okupacji działał w ZWZ-AK na terenie Lwowa. Od września 1944 był elewem 1 Szkoły Oficerów Liniowych w Lublinie, która była frontową szkołą oficerską 2 Armii WP. Po jej ukończeniu 16 grudnia 1944 został promowany przez gen. Karola Świerczewskiego na stopień podporucznika w korpusie oficerów piechoty i skierowany do 17 pułku piechoty. Jako dowódca plutonu i pełniący obowiązki dowódcy kompanii przeszedł szlak bojowy od Łukowa przez Poznań, Kostrzyn, Rawicz, Wrocław, Nysę Łużycką do Łaby. Podczas walk został ranny w nogę. 
Od 1946 pełnił służbę w wydziale operacyjnym sztabu 5 Dywizji Piechoty, którego został szefem. W 1948 został dowódcą 15 pułku piechoty w Skwierzynie, a w kwietniu 1950 dowódcą 42 pułku zmechanizowanego w Żarach. Od 1952 był szefem wydziału operacyjnego w sztabie 2 Korpusu Pancernego we Wrocławiu. W 1954 ukończył kurs operacyjny wojsk pancernych w Akademii Sztabu Generalnego WP w Rembertowie, po czym został szefem wydziału operacyjnego Zarządu Wojsk Pancernych i Zmechanizowanych w Warszawie, a w 1956 – szefem sztabu tych wojsk. W 1957 ukończył studia operacyjne w Akademii Sztabu Generalnego. W latach 1958–1960 studiował w Akademii Sztabu Generalnego Sił Zbrojnych ZSRR im. K. Woroszyłowa w Moskwie. W lipcu 1960 został awansowany na generała brygady. Nominację wręczył mu w Belwederze przewodniczący Rady Państwa PRL Aleksander Zawadzki. 
Od 1960 roku był szefem  Zarządu Operacyjnego w Głównym Inspektoracie Szkolenia MON (do 1965), gdzie wraz z gen. broni Zygmuntem Duszyńskim organizował sztab Frontu Polskiego. W 1965 r. został skierowany do Wojskowej Akademii Technicznej na stanowisko Szefa Katedry Taktyki i Sztuki Operacyjnej. Kierował studiami podyplomowymi wszystkich wydziałów akademii, prowadził pracę dydaktyczną i pracę naukową w dziedzinie logistyki. W 1965 ukończył również roczne studia operacyjno-informatyczne WAT. 
W 1968 został doktorem nauk wojskowych, od 1970 docentem Wojskowej Akademii Technicznej. W grudniu 1974 został komendantem Instytutu Systemów Zabezpieczenia Materiałowo-Technicznego. Stanowisko komendanta instytutu łączył z funkcją przewodniczącego kolegium redakcyjnego rocznika „Systemy Zabezpieczenia Wojsk”. W 1980 roku przekazał  gen. bryg. Mieczysławowi Kaczyńskiemu obowiązki służbowe ze względu na pogarszający się stan zdrowia (całkowita utrata wzroku). W marcu 1981 został przeniesiony w stan spoczynku jako inwalida wojenny i rencista I grupy. 
Otrzymał nagrodę Ministra Obrony Narodowej Mariana Spychalskiego za realizację filmu „Tacy jesteśmy”.
Zmarł w wieku 96 lat i został pochowany na Cmentarzu Wojskowym na Powązkach (kwatera FIII-3-17). W pogrzebie uczestniczyli przedstawiciele Wydziału Logistyki WAT, Stowarzyszenia Przyjaciół WAT, Klubu Generałów Wojska Polskiego oraz Związku Żołnierzy Wojska Polskiego. Przemówienie w imieniu przyjaciół wygłosił gen. bryg. Stanisław Świtalski.
Jego żona Maria (zmarła w 2014 r.) była doktorem nauk medycznych.

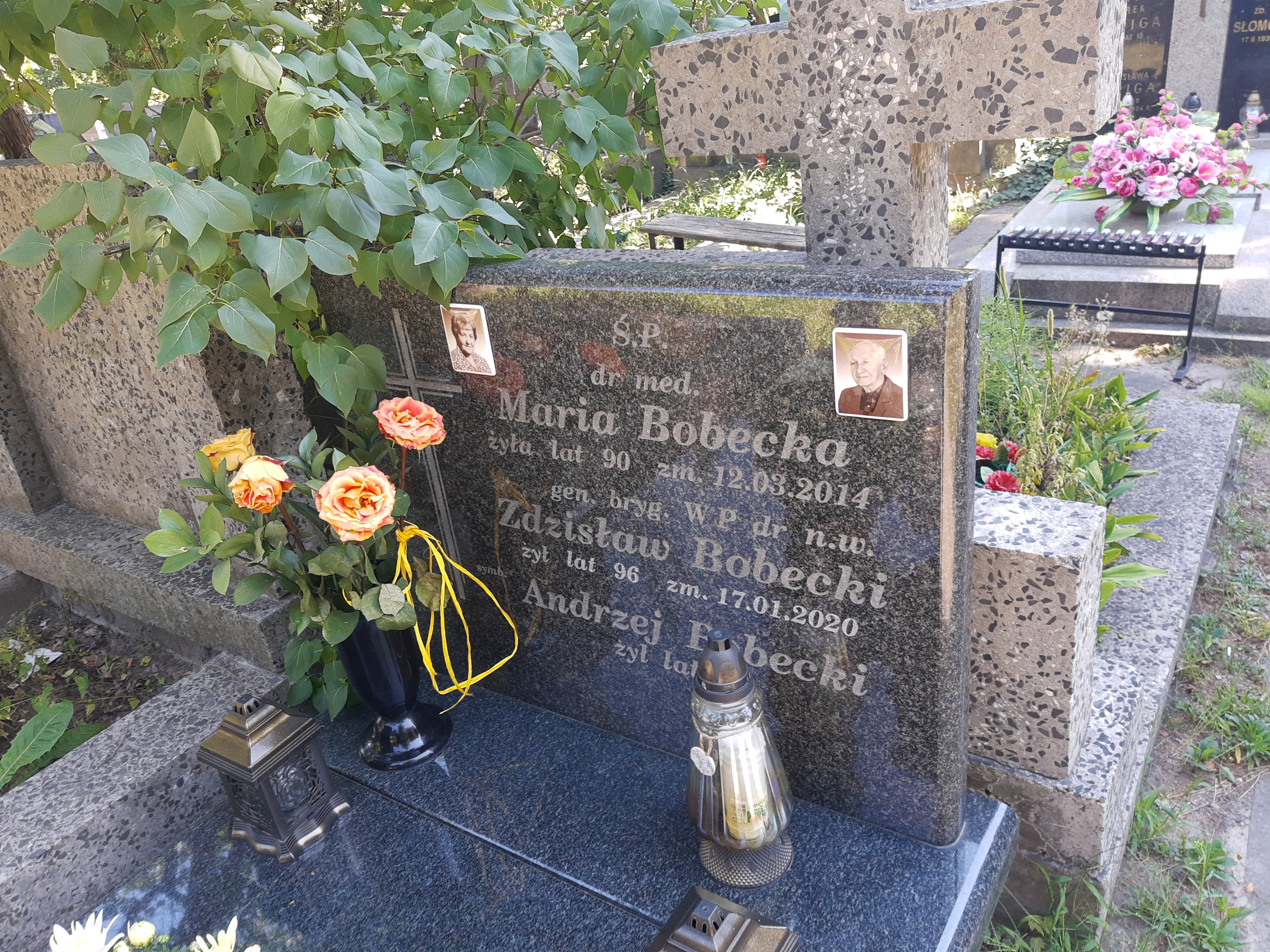
Grób gen. Zdzisława Bobeckiego na Powązkach Wojskowych

## Ordery i odznaczenia
- Krzyż Komandorski Orderu Odrodzenia Polski
- Krzyż Oficerski Orderu Odrodzenia Polski
- Order Krzyża Grunwaldu III klasy
- Krzyż Walecznych
- Złoty Krzyż Zasługi
- Medal 10-lecia Polski Ludowej
- Medal 30-lecia Polski Ludowej
- Złoty Medal „Siły Zbrojne w Służbie Ojczyzny”
- Srebrny Medal Siły Zbrojne w Służbie Ojczyzny
- Brązowy Medal Siły Zbrojne w Służbie Ojczyzny
- Złoty Medal „Za zasługi dla obronności kraju”
- Srebrny Medal Za zasługi dla obronności kraju
- Brązowy Medal Za zasługi dla obronności kraju
- Krzyż Wojenny Czechosłowacki 1939
- Medal jubileuszowy „60 lat Sił Zbrojnych ZSRR” (ZSRR)
- inne odznaczenia i medale